# Фрей, Адам Леонтьевич
Адам Леонтьевич Фрей (1820—1876) — российский педагог, инспектор санкт-петербургского училища Св. Анны.

## Биография
Родился в Лифляндии 30 января 1820 года.
Среднее образование получил в частном училище. В 1838—1842 годах обучался на филологическом факультете Юрьевского (Дерптского, ныне Тартуского) университета; не окончив обучение, сдал экзамен на звание домашнего учителя и в 1845 году начал работать преподавателем латинского языка в училище Св. Анны в Санкт-Петербурге. В 1846 году работал преподавателем немецкого языка в Главном инженерном училище, в 1850 году на этой же должности - во 2-й гимназии. В 1870 году Адам Фрей был назначен инспектором Аннинской школы и занимал это место до конца жизни. 
А. Л. Фрей известен также как составитель учебников по немецкому языку, издал немецкую грамматику под заглавием «Praktische deutsche Elementar-Sprachlehre», которая в 1866 году была переработана для русских гимназий и пережила несколько изданий. В 1872 году был издан составленный им же «Пространный русско-немецкий и немецко-русский словарь».
Умер 12 января 1876 года в Санкт-Петербурге.